# Llista de governadors de Guanajuato

Escut de Guanajuato

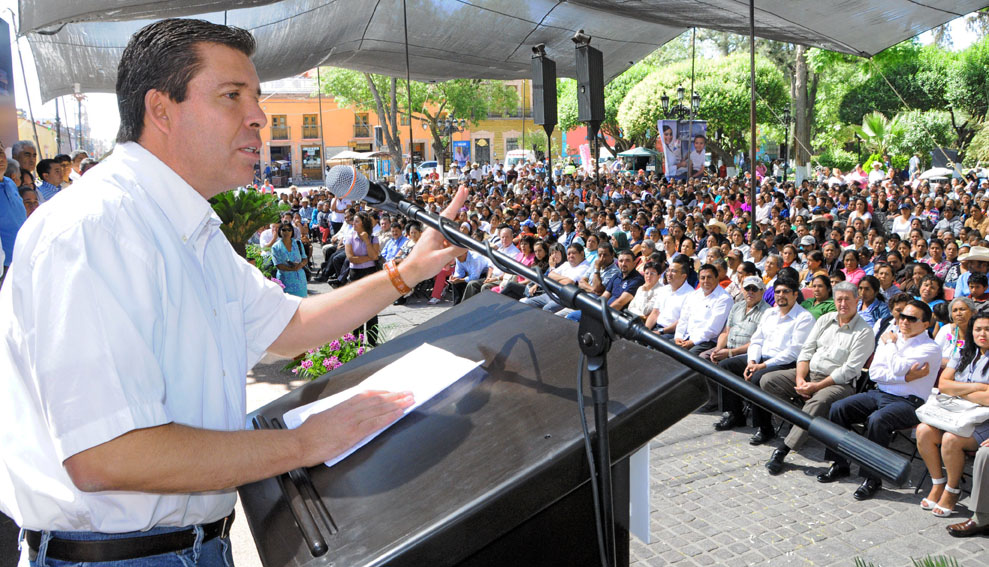
Miguel Márquez Márquez

Aquesta és la llista dels governadors de Guajuato. L'Estat Lliure i Sobirà de Guanajuato va ser creat en 1824 i és un dels estats originals de la federació mexicana, per la qual cosa al llarg de la seva vida històrica ha passat per tots els sistemes de govern vigents a Mèxic, tant el sistema federal com el sistema central, per la qual cosa la denominació de l'entitat ha variat entre estat i departament; variant juntament amb ella, la denominació del titular del poder executiu de l'estat.

## Governadors de l'Estat Lliure i Sobirà de Guanajuato
- (2012 - 2018): Miguel Márquez Márquez
- (2012): Héctor López Santillana
- (2006 - 2012): Juan Manuel Oliva Ramírez
- (2000 - 2006): Juan Carlos Romero Hicks
- (1999 - 2000): Ramón Martín Huerta
- (1995 - 1999): Vicente Fox Quesada
- (1991 - 1995): Carlos Medina Plascencia
- (1991): Ramón Aguirre Velázquez
- (1985 - 1991): Rafael Corrales Ayala
- (1984 - 1985): Agustín Téllez Cruces
- (1979 - 1984): Enrique Velasco Ibarra
- (1973 - 1979): Luis H. Ducoing
- (1967 - 1973): Manuel M. Moreno
- (1961 - 1967): Juan José Torres Landa
- (1955 - 1961): Jesús Rodríguez Gaona
- (1949 - 1955): José Aguilar y Maya
- (1948 - 1949): Luis Díaz Infante
- (1947 - 1948): J. Jesús Castorena
- (1946 - 1947): Nicéforo Guerrero Mendoza
- (1946): Daniel Velasco
- (1943 - 1946): Ernesto Hidalgo
- (1939 - 1943): Enrique Fernández Martínez
- (1938 - 1939): Rafael Rangel
- (1938): Enrique Romero Courtade
- (1937 - 1938): Luis I. Rodríguez
- (1935 - 1937): Enrique Fernández Martínez
- (1935): Jesús Yáñez Maya
- (1933 - 1935): Melchor Ortega
- (1933): Jesús Yáñez Maya
- (1932 - 1933): Melchor Ortega
- (1932): José J. Reynoso
- (1931 - 1932): Enrique Hernández Alvarez
- (1928 - 1931): Agustín Arroyo Ch.
- (1928): Octaviano Mendoza González
- (1927 - 1928): Agustín Arroyo Ch.
- (1927): Octaviano Mendoza González
- (1927): Enrique Colunga
- (1927): Octaviano Mendoza González
- (1924 - 1927): Enrique Colunga
- (1924): Arturo Sierra
- (1923 - 1924): Jesús S. Soto
- (1923): Ignacio García Téllez
- (1923): Enrique Colunga
- (1920 - 1923): Antonio Madrazo
- (1920): Enrique Colunga
- (1920): Antonio Madrazo
- (1920): Toribio Villaseñor
- (1919 - 1920): Federico Montes
- (1919): Fernando Alcocer
- (1917 - 1919): Agustín Alcocer
- (1916 - 1917): Fernando Dávila
- (1915 - 1916): José Siurob Ramírez
- (1915): Abel B. Serratos
- (1914 - 1915): Pablo Camarena
- (1914): Pablo A. de la Garza
- (1914): Rómulo Cuéllar
- (1913 - 1914): J. Jesús Peña
- (1913): Rómulo Cuéllar
- (1911 - 1913): Víctor José Lizardi
- (1911): Juan Bautista Castelazo
- (1911): Enrique O. Aranda
- (1893 - 1911): Joaquín Obregón González
- (1884 - 1893): Manuel González Flores
- (1877-1880) Francisco Zacarías Mena
- Florencio Antillón
- Manuel Muñoz Ledo (1834-1897)
- 1867 León Guzmán
- (des 1861 - ago 1862) Manuel Doblado
- Francisco V. Pacheco
- Ponanciano Burquiza
- (6 de maig de 1852) Octaviano Muñoz Ledo (1834-1897)
- Lorenzo de Arellano
- (setembre de 1846) Manuel Doblado
- (8 d'abril de 1846) Mariano Chico
- (8 de gener de 1846) Francisco Pacheco (General)
- (4 de gener de 1845) Juan Bautista Morales
- (desembre de 1844) José de la Luz Rosas
- Juan N. Morales
- (24 de maig 1842 -) Pedro Cortázar
- (juny de 1841) Manuel Z. Gómez[1]
- (octubre 1840-)	D. Romualdo Marmolejo y García (nascut c. 1790)
- (17 de febrer de 1840 -) Manuel Z. Gómez
- (22 de agosto de 1837-) Luis Cortázar y Rábago
- Ignacio Urbina
- D. Romualdo Marmolejo y García (nascut c. 1790)
- José Justo Corro
- Marcelino García Barragán
- Valentín Gómez Farías
- Antonio López de Santa Anna
- Manuel Gómez Pedraza
- Melchor Múzquiz
- Benigno Bustamante
- Vicente Guerrero
- Guadalupe Victoria
- (24 de maig 1824 -1834) Carlos Montes de Oca[2][3][4]